# La Mira (Michoacán)
La Mira es una localidad del estado mexicano de Michoacán de Ocampo, forma parte del municipio de Lázaro Cárdenas del que tiene el carácter de tenencia. Se encuentra en las coordenadas 18°02′10″N 102°19′49″O / 18.036111, -102.330278 a una altura media de 40 m s. n. m.
La principales actividades económicas de la localidad son la agricultura y la ganadería.

## Geografía
Se ubica en el sureste del estado de Michoacán a 65 Metros sobre el nivel del mar a pesar de solo ubicarse a 5.5 kilómetros del Océano Pacífico. Se encuentra a solo 15 kilómetros de Ciudad Lázaro Cárdenas que es la cabecera municipal y ciudad más poblada del sur de Michoacán.

## Demografía
Cuenta con 12 845 habitantes, lo que representa un decrecimiento promedio de -0.44 % anual en el período 2010-2020, sobre la base de los 13 415 habitantes registrados en el censo anterior. Ocupa una superficie de 4.779 km², lo que determina al año 2020 una densidad de 2688 hab/km². Es por su población la 37.ª localidad más poblada de Michoacán y la 4.ª localidad más poblada sin ser cabecera municipal. 
En el año 2010 estaba clasificada como una localidad de grado bajo de vulnerabilidad social.  La población de La Mira está mayoritariamente alfabetizada (4.69 % de personas analfabetas al año 2020) con un grado de escolarización en torno de los 8.5 años. Solo el 0.96 % de la población se reconoce como indígena.

### Población de La Mira 1910-2020[9]
| Gráfica de evolución demográfica de La Mira entre 1910 y 2020                                     |
|                                                                                                   |
| Población de los censos del Instituto Nacional de Estadística y Geografía (INEGI) de 1900 a 2020. |